# ペイン郡 (オクラホマ州)
ペイン郡（英: Payne County）は、アメリカ合衆国オクラホマ州の郡である。人口は8万1646人（2020年）。郡庁所在地はスティルウォーターであり、同郡で人口最大の都市である。郡名はブーマーと呼ばれたオクラホマの土地解放以前に入ってきていた開拓者の指導者、デイビッド・L・ペイン大尉に因んで名付けられた。

## 歴史
ペイン郡は1890年のオクラホマ構成法によって第6郡として設立された。その領域には1889年のランドラッシュで入植された土地が含まれた。この構成法はスティルウォーターとペインの町の間で郡庁所在地を巡って争われていた問題も片付けた。
イースタン・オクラホマ鉄道が1900年と1902年にペイン郡を通る線を2本建設し、その後直ぐにアッチソン・トピカ・アンド・サンタフェ鉄道に賃貸した。
2010年、キーストーン・クッシング・パイプライン（フェイズ2)がペイン郡を南北に貫いて建設された。

## 地理
アメリカ合衆国国勢調査局に拠れば、郡域全面積は697平方マイル (1,805 km2)であり、このうち陸地は686平方マイル (1,777 km2)、水域は11平方マイル (28 km2)で水域率は1.55％である。シマロン川とスティルウォーター・クリークが郡内の大半を流れている。

### 主要高規格道路
- 州間高速道路35号線
- アメリカ国道177号線
- アメリカ国道412号線
- オクラホマ州道18号線
- オクラホマ州道33号線
- オクラホマ州道51号線
- オクラホマ州道86号線
- オクラホマ州道99号線
- オクラホマ州道108号線

### 隣接する郡
- ノーブル郡 - 北
- ポーニー郡 - 北東
- クリーク郡 - 東
- リンカーン郡 - 南
- ローガン郡 - 南西

## 人口動態

2000人口ピラミッド

以下は2000年国勢調査による人口統計データである。
| 基礎データ - 人口: 68,190人 - 世帯数: 26,680 世帯 - 家族数: 15,314 家族 - 人口密度: 38人/km2（99人/mi2） - 住居数: 29,326軒 - 住居密度: 16軒/km2（43軒/mi2） 人種別人口構成 - 白人: 84.33% - アフリカン・アメリカン: 3.63% - ネイティブ・アメリカン: 4.58% - アジア人: 3.00% - 太平洋諸島系: 0.04% - その他の人種: 0.77% - 混血: 3.64% - ヒスパニック・ラテン系: 2.15% 年齢別人口構成 - 18歳未満: 19.6% - 18-24歳: 25.9% - 25-44歳: 26.2% - 45-64歳: 17.6% - 65歳以上: 10.8% - 年齢の中央値: 28歳 - 性比（女性100人あたり男性の人口） - 総人口: 103.3 - 18歳以上: 102.6 | 世帯と家族（対世帯数） - 18歳未満の子供がいる: 25.9% - 結婚・同居している夫婦: 45.6% - 未婚・離婚・死別女性が世帯主: 8.3% - 非家族世帯: 42.6% - 単身世帯: 30.1% - 65歳以上の老人1人暮らし: 8.1% - 平均構成人数 - 世帯: 2.20人 - 家族: 2.90人 収入と家計 - 収入の中央値 - 世帯: 28,733米ドル - 家族: 40,823米ドル - 性別 - 男性: 31,132米ドル - 女性: 21,113米ドル - 人口1人あたり収入: 15,983米ドル - 貧困線以下 - 対人口: 20.3% - 対家族数: 10.8% - 18歳未満: 16.0% - 65歳以上: 8.5% |

## 都市と町
| - スティルウォーター（郡庁所在地） - クッシング - ドラムライト - グレンコー | - パーキンス - クエイ - リプリー - イェール |

## 教育

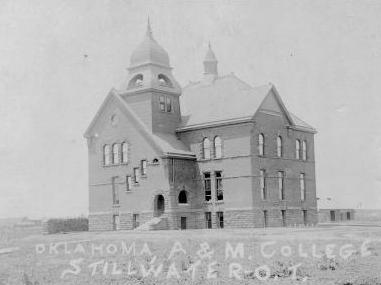
「オールドセントラル」オクラホマ農工カレッジのために最初に建てられた建物、1894年頃

ペイン郡にある教育機関には次のものがある。
- オクラホマ職業訓練鉱業教育省
- オクラホマ州立大学スティルウォーター校
- 北部オクラホマカレッジ